# Arbeitslosengeld
Als Arbeitslosengeld bezeichnet man eine Unterstützungsleistung für Arbeitssuchende. Zu unterscheiden ist zwischen Versicherungsleistungen aus einer Arbeitslosenversicherung und staatlich mit Steuergeldern finanzierten Mindestsicherungssystemen in Sozialstaaten. Die Leistungen ermöglichen Arbeitslosen eine angemessene Lebenshaltung in Form einer Entgeltersatzleistung, einer Sicherstellung des individuellen Lebensstandards auf niedrigem Niveau oder eines armutsvermeidenden Existenzminimums.

## Deutschland
In Deutschland gibt es Arbeitslosengeld als Versicherungsleistung der Arbeitslosenversicherung in Form einer Entgeltersatzleistung.
Zu unterscheiden ist das Arbeitslosengeld vom Arbeitslosengeld II. Zur Abgrenzung vom Arbeitslosengeld II wird das Arbeitslosengeld deshalb umgangssprachlich oft auch als Arbeitslosengeld I bezeichnet. Das Arbeitslosengeld II ist jedoch kein „Arbeitslosengeld“ im Sinne des Gesetzes, also keine Versicherungsleistung und keine Entgeltersatzleistung, sondern eine Sozialleistung.

### Geschichte
Nach dem Ende des zeitlich befristeten Anspruchs auf Arbeitslosengeld wurde bis Ende 2004 Arbeitslosenhilfe gewährt, deren Höhe sich an der Höhe des Arbeitsentgelts vor Eintritt der Arbeitslosigkeit orientierte. Die Arbeitslosenhilfe wurde im Zuge der Hartz-4-Gesetzgebung abgeschafft. Stattdessen wurde das Arbeitslosengeld II als Grundsicherungsleistung für Arbeitssuchende eingeführt. Seine Höhe orientiert sich nicht an dem früheren Arbeitsentgelt des Leistungsberechtigten, sondern einem gesetzlich festgelegten Bedarf, der es dem Leistungsberechtigten ermöglichen soll, ein menschenwürdiges Leben zu führen (§ 1 Abs. 1 SGB II). Ein vorheriger Bezug von Arbeitslosengeld ist im Unterschied zur früheren Arbeitslosenhilfe keine Voraussetzung für den Bezug des Arbeitslosengeld II. Erwerbsfähige Arbeitslose, die früher Sozialhilfe erhielten, sollen bei der Aufnahme einer Erwerbstätigkeit unterstützt werden, damit sie ihren Lebensunterhalt unabhängig von der Grundsicherung aus eigenen Mitteln und Kräften bestreiten können (§ 1 Abs. 2 SGB II). Dies wurde im Bericht der Hartz-Kommission als „Zusammenführung von Arbeitslosenhilfe und Sozialhilfe“ bezeichnet, geregelt seit dem 1. Januar 2005 im Zweiten Buch Sozialgesetzbuch (SGB II). Das dafür neu geschaffene Instrument ist die zwischen dem Leistungsberechtigten und der Bundesagentur für Arbeit zu schließende Eingliederungsvereinbarung (§ 15 SGB II).

## Österreich
Im Anschluss an die Leistung Arbeitslosengeld kann die bedürftigkeitsgeprüfte staatliche Notstandshilfe gezahlt werden.

## Schweiz
Die Schweizer Arbeitslosenversicherung leistet in berechtigten Fällen Arbeitslosenentschädigung in Form von Taggeldern.

## Europa
Alle Mitgliedsstaaten der Europäischen Union bieten eine Absicherung bei Arbeitslosigkeit an. Dabei unterscheidet sich die konkrete Ausgestaltung jedoch erheblich. Zumeist ist die Arbeitslosenversicherung eine gesetzliche Pflichtversicherung für Arbeitnehmer, deren Beiträge anteilig von Arbeitnehmern und Arbeitgebern gezahlt werden. Nur in Dänemark und Schweden besteht eine freiwillige Versicherung.
Voraussetzung für den Arbeitslosengeld-Bezug ist meistens eine Mindestdauer, in der Beiträge in die Arbeitslosenversicherung eingezahlt wurden; in Deutschland, Italien und Österreich müssen für mindestens 12 der letzten 24 Monate (in der BRD 30 statt 24 Monate ab 2020) Beiträge gezahlt worden sein. In Frankreich müssen für mindestens 6 der letzten 22 Monate Beiträge geleistet worden sein.
In Spanien beträgt die Mindestdauer für Einzahlungen 12 Monate.
In vielen Ländern ist die Arbeitslosengeld-Bezugsdauer begrenzt; meist schließen sich dann staatlich finanzierte ergänzende Unterstützungssysteme an, z. B. in Schweden seit 1998 ähnlich wie in Deutschland ab 2005 eine Grundsicherung.
In praktisch allen EU-Staaten setzt der Arbeitslosengeld-Bezug die Arbeitsfähigkeit und die Meldung als Arbeitssuchender voraus.
In Finnland und in Großbritannien ist der Arbeitslosengeld-Bezug an den Wohnsitz im jeweiligen Land gekoppelt, in den anderen Ländern genügt es, Bürger eines EU- oder EWR-Landes zu sein. Staatliche Leistungen erhalten bei Zuzug EU-Bürger nach den Bestimmungen des jeweiligen Landes, ein Transfer beispielsweise von deutschen „Hartz-IV“-Leistungen ins Ausland ist daher nicht möglich.
In den meisten EU-Ländern gilt für Bezieher der Versicherungsleistung Arbeitslosengeld ein Berufs- und Qualifikationsschutz; nur in Luxemburg, Deutschland und den Niederlanden muss jede „angemessene“ oder „zumutbare“ Tätigkeit angenommen werden.
Zur Finanzierung des Arbeitslosengeldes siehe Arbeitslosenversicherung.

## Vereinigtes Königreich
Das Arbeitslosengeld im Vereinigten Königreich wird Jobseeker's Allowance genannt und vom Department for Work and Pensions ausgezahlt. Der ausgezahlte Betrag ist vom vorherigen Einkommen unabhängig. Die Leistung kann höchstens sechs Monate lang bezogen werden.

## Vereinigte Staaten
In den Vereinigten Staaten gibt es 50 staatliche Arbeitslosenversicherungsprogramme plus je eines im District of Columbia, Puerto Rico und den Amerikanischen Jungferninseln. Obwohl die Richtlinien von Bundesstaat zu Bundesstaat unterschiedlich sind, zahlen Arbeitslosenprogramme im Allgemeinen anspruchsberechtigten Arbeitslosen bis zu 855,00 US-Dollar in Massachusetts bis zu maximal 235 US-Dollar pro Woche in Mississippi. Die Anspruchsvoraussetzungen für die Arbeitslosenversicherung variieren je nach Staat, aber im Allgemeinen haben Arbeitnehmer, die nicht wegen Fehlverhaltens entlassen wurden („aus wichtigem Grund gekündigt“), Anspruch auf Arbeitslosengeld, während diejenigen, die kündigen oder wegen Fehlverhaltens entlassen werden (dies kann manchmal auch Fehlverhalten umfassen, das außerhalb des Arbeitsplatz, wie ein problematischer Post in den sozialen Medien oder das Begehen einer Straftat) keinen Anspruch auf Arbeitslosengeld haben.
Obwohl die Erwerbsquote je nach Bundesstaat zwischen unter 10 % und über 60 % variiert, erhielten landesweit nur 29 % der arbeitslosen Amerikaner (Arbeitssuchende) Arbeitslosengeld.

## Kanada
In Kanada ist das System als „Employment Insurance“ (EI) bekannt. Früher „Unemployment Insurance“ genannt, der Name wurde 1996 geändert. 2019 zahlten kanadische Arbeitnehmer Prämien in Höhe von 1,62 % des versicherten Einkommens als Gegenleistung für Leistungen, im Fall wenn sie ihren Arbeitsplatz verlieren.
Das Beschäftigungs- und Sozialversicherungsgesetz wurde 1935 während der Weltwirtschaftskrise von der Regierung von Richard Bedford Bennett als versuchtes kanadisches Arbeitslosenversicherungsprogramm verabschiedet. Es wurde jedoch vom Obersten Gerichtshof von Kanada für verfassungswidrig erklärt, da die Arbeitslosigkeit als eine Versicherungsangelegenheit eingestuft wurde, die in die Zuständigkeit der Provinzen fällt. Nachdem alle Provinzen einer Verfassungsänderung zugestimmt hatten, wurde ein Verweis auf die „Arbeitslosenversicherung“ zu den Angelegenheiten hinzugefügt, die nach dem Verfassungsgesetz von 1867 unter die Bundesbehörde fielen und das erste einheitliche kanadische System wurde 1940 eingeführt. Aufgrund dieser Probleme, war Kanada das letzte große westliche Land, das ein Arbeitsversicherungssystem einführte. Es wurde 1971 von Pierre Trudeau enorm erweitert, wodurch es viel einfacher zu bekommen war. Das System wurde manchmal 10/42 genannt, weil man 10 Wochen arbeiten musste, um Leistungen für die anderen 42 Wochen des Jahres zu erhalten. Ebenfalls 1971 wurde das UI-Programm erstmals für jeweils 15 Wochen für Mutterschafts- und Krankengeld geöffnet.
Die Großzügigkeit des kanadischen UI-Programms wurde nach der Verabschiedung des UI-Gesetzes von 1971 schrittweise reduziert. Gleichzeitig reduzierte die Bundesregierung schrittweise ihren finanziellen Beitrag und schaffte ihn bis 1990 vollständig ab. Das EI-System wurde 1990 und 1993 von den Progressiven Konservativen und 1994 und 1996 von den Liberalen erneut gekürzt. Änderungen erschwerten die Qualifizierung durch Verlängerung der erforderlichen Arbeitszeit. Das Verhältnis von Leistungsempfängern zu Arbeitslosen, das viele Jahre bei etwa 40 % lag, stieg während der Rezession 2009 etwas an, fiel dann aber wieder zurück. Einige Arbeitslose sind nicht leistungsversichert (z. B. Selbständige), während andere ihre Leistungen möglicherweise aufgebraucht haben, nicht lange genug gearbeitet haben um sich zu qualifizieren, oder ihren Job gekündigt haben oder entlassen wurden. Die Zeitdauer, in der man EI in Anspruch nehmen konnte, wurde ebenfalls wiederholt verkürzt. Die Veränderungen von 1994 und 1996 trugen bei den Wahlen von 1997 zu einem starken Rückgang der liberalen Unterstützung in den atlantischen Provinzen bei.
Im Jahr 2001 erhöhte die Bundesregierung die Elternzeit von 10 auf 35 Wochen, die zum bereits bestehenden Mutterschaftsgeld von 15 Wochen hinzukam. Im Jahr 2004 erlaubte man Arbeitnehmern, das EI für Pflegeurlaub in Anspruch zu nehmen, während sie sich um einen sterbenden Verwandten kümmerten – obwohl die strengen Auflagen dies zu einer wenig genutzten Leistung machten. Im Jahr 2006 hat sich die Provinz Quebec zum Ausstieg aus dem föderalen EI-System in Bezug auf Mutterschafts-, Eltern- und Adoptionsleistungen entschieden, um allen Arbeitnehmern in dieser Provinz (einschließlich Selbständigen), großzügigere Leistungen zu bieten. Die Gesamtausgaben für EI betrugen 2011–2012 19,677 Milliarden kanadische Dollar.
Arbeitgeber tragen das 1,4-fache der Arbeitnehmerbeiträge bei. Seit 1990 gibt es keinen staatlichen Beitrag zu diesem Fonds. Der Betrag, den eine Person erhält und wie lange sie auf EI bleiben kann, hängt von ihrem vorherigen Gehalt, ihrer Arbeitszeit und der Arbeitslosenquote in ihrer Region ab. Das EI-System wird von Service Canada verwaltet, einem Dienstleistungsnetzwerk, das dem kanadischen Ministerium für Beschäftigung und soziale Entwicklung unterstellt ist.
Etwas mehr als die Hälfte der EI-Leistungen werden in Ontario und den westlichen Provinzen gezahlt, aber EI ist besonders wichtig in den atlantischen Provinzen, die höhere Arbeitslosenquoten aufweisen. Viele atlantische Arbeiter sind auch in Saisonarbeit wie Fischerei, Forstwirtschaft oder Tourismus beschäftigt und greifen über den Winter, wenn es keine Arbeit gibt, auf die Arbeitslosenversicherung zu. Es gibt spezielle Regeln für Fischer, die es ihnen erleichtern, EI in Anspruch zu nehmen. Die EI zahlt auch für Mutterschafts- und Elternurlaub, Pflegeurlaub und Krankenversicherung. Das Programm finanziert auch Umschulungsprogramme (EI Teil II) durch Arbeitsmarktabkommen mit den kanadischen Provinzen.
Ein erheblicher Teil des föderalen Haushaltsüberschusses der Jahre Jean Chrétien und Paul Martin stammte aus dem EI-System. Prämien wurden viel weniger gesenkt als sinkende Ausgaben – was ab 1994 zu EI-Überschüssen von mehreren Milliarden Dollar pro Jahr führte, die zu den Staatseinnahmen hinzukamen. Der kumulierte EI-Überschuss belief sich zum 31. März 2008 auf 57 Milliarden US-Dollar, fast das Vierfache des Betrags, der zur Deckung der während einer Rezession gezahlten zusätzlichen Kosten erforderlich ist. Dies wurde von Oppositionsparteien sowie von Unternehmens- und Arbeitnehmergruppen kritisiert und ist ein wiederkehrendes Thema der öffentlichen Debatte geblieben. Die Konservative Partei entschied sich, diese EI-Überschüsse nach ihrer Wahl im Jahr 2006 nicht anzuerkennen. Stattdessen hob die konservative Regierung die EI-Überschüsse 2010 vollständig auf und forderte die EI-Beitragszahler auf, die jährlichen Defizite von 2009, 2010 und 2011 durch Erhöhung der EI-Prämien auszugleichen. Am 11. Dezember 2008 wies der Oberste Gerichtshof von Kanada eine gerichtliche Klage gegen die Bundesregierung von zwei Gewerkschaften aus Quebec zurück, die argumentierten, dass EI-Gelder von der Regierung veruntreut worden seien.

## Australien
In Australien werden Sozialversicherungsleistungen, einschließlich Arbeitslosengeld, über das Steuersystem finanziert. Es gibt keine obligatorischen nationalen Arbeitslosenversicherungsfonds. Vielmehr werden die Leistungen im jährlichen Bundeshaushalt von der Staatskasse finanziert und von der Regierungsbehörde Centrelink im ganzen Land verwaltet und verteilt. Die Leistungssätze sind an den Verbraucherpreisindex gekoppelt und werden zweimal jährlich entsprechend der Inflation oder Deflation angepasst.
Es gibt zwei Arten von Zahlungen für diejenigen, die von Arbeitslosigkeit betroffen sind. Die erste, Jugendbeihilfe (Youth Allowance) genannt, wird an junge Menschen im Alter von 16 bis 20 Jahren gezahlt (oder 15, wenn Centrelink die Kriterien für die Einstufung als „unabhängig“ erfüllt). Die Youth Allowance wird auch an Vollzeitstudenten im Alter von 16 bis 24 Jahren und an Vollzeitbeschäftigte in der australischen Lehrlingsausbildung im Alter von 16 bis 24 Jahren gezahlt. Personen unter 18 Jahren, die ihre Schulausbildung noch nicht abgeschlossen haben, müssen in der Regel eine Vollzeitausbildung absolvieren, um Anspruch auf Jugendgeld zu haben. Für Alleinstehende unter 18 Jahren, die bei einem oder mehreren Elternteilen leben, beträgt der Grundpreis 91,60 AU$ pro Woche. Für zu Hause lebende über 18- bis 20-Jährige erhöht sich dieser Betrag auf 110,15 AU$ pro Woche. Für Personen zwischen 18 und 20 Jahren, die nicht zu Hause wohnen, beträgt die Leistung 167,35 AU$ pro Woche. Für Personen mit Partner und/oder Kindern gelten Sondertarife.
Die zweite Art der Zahlung heißt „Jobseeker Payment“ (bis zum 20. Juni 2020 Newstart genannt) und wird an Arbeitslose über 21 Jahren und unter dem Rentenalter gezahlt. Um eine JobSeeker-Zahlung zu erhalten, müssen die Empfänger arbeitslos sein, bereit sein, einen Beschäftigungspfadplan (früher Aktivitätsvereinbarung genannt) abzuschließen, in dem sie sich bereit erklären, bestimmte Aktivitäten durchzuführen, um ihre Beschäftigungsmöglichkeiten zu verbessern, man muss australische Einwohner zu sein und den Einkommenstest bestehen (der das wöchentliche Einkommen auf 32 AU$ pro Woche begrenzt, bevor die Leistungen zu sinken beginnen, bis das Einkommen 397,42 AU$ pro Woche erreicht, zu diesem Zeitpunkt würde bei mehr Einkommen kein Arbeitslosengeld gezahlt) und der Vermögenstest (ein berechtigter Empfänger kann ein Vermögen von bis zu 161.500 AU$ haben, wenn er oder sie ein Haus besitzt, bevor die Zulage zu sinken beginnt, und 278.500 AU$, wenn er oder sie kein Haus besitzt). Am 12. Januar 2010 betrug der Zuschusssatz für Alleinstehende ohne Kinder 228 AU$ pro Woche, die alle zwei Wochen gezahlt wurden. (Hiervon ausgenommen sind Nebenleistungen wie Mietzuschuss oder Energiezuschlag.) Für Personen mit Partner und/oder Kindern gelten abweichende Sätze.
Tatsächlich müssen die Menschen seit 1994 mit 39 AUS-Dollar pro Tag überleben. Politiker und NGO-Gruppen fordern, diese aufzustocken. Am 22. Februar 2021 gab der ehemalige Premierminister von Australien, Scott Morrison, bekannt, dass der Basissatz für JobSeeker ab April 2021 alle zwei Wochen um 50 AU$ erhöht wird. Es ist auch beabsichtigt, den Schwellenbetrag zu erhöhen, den Empfänger verdienen können, bevor ihre Zahlung beginnt reduziert.
Das System in Australien ist darauf ausgelegt den Empfänger zu unterstützen, unabhängig davon, wie lange man arbeitslos ist. In den letzten Jahren hat die ehemalige Koalitionsregierung unter John Howard die Anforderungen der Aktivitätsvereinbarung erhöht und umstrittene Programme wie „Work for the Dole“ vorgesehen, die verlangen, dass Personen, die Leistungen für 6 Monate oder länger erhalten, freiwillig für eine Gemeinschaftsorganisation arbeiten, unabhängig davon, ob solche Arbeit ihre Fähigkeiten oder Berufsaussichten erhöht. Seit die Labor-Regierung unter Kevin Rudd im Jahr 2008 gewählt wurde, hat sich die Dauer der Arbeitslosigkeit, bevor man die Anforderungen des Activity Agreement (das in Employment Pathway Plan umbenannt wurde) erfüllen muss, von sechs auf zwölf Monate erhöht. Als Alternativen zum Work for the Dole-Programm stehen andere Optionen zur Verfügung, wie z. B. Teilzeitarbeit oder Studium und Ausbildung, wobei die Grundvoraussetzung des Beschäftigungspfadplans darin besteht, den Sozialhilfeempfänger aktiv zu halten und sich an der Suche nach einer Vollzeitbeschäftigung zu beteiligen.
Für Personen, die ihre Unterkunft mieten, wird das Arbeitslosengeld durch die Mietbeihilfe ergänzt, die ab dem 20. September 2021 für Alleinstehende gezahlt wird, wenn die zweiwöchige Miete mehr als 124,60 AU$ beträgt. Die Mietbeihilfe wird als Teil der gezahlten Gesamtmiete gezahlt (75 Cent pro gezahltem Dollar über 124,60 AU$ bis zum Maximum). Der maximal zu zahlende Mietbeihilfebetrag beträgt 139,60 AU$ pro 14 Tage und wird gezahlt, wenn die wöchentliche Gesamtmiete 310,73 AU$ pro 14 Tage übersteigt. Für Personen mit Partner und/oder Kindern oder Personen in einer Wohngemeinschaft gelten abweichende Tarife.